# Анто Ђогић
Антон Анто Ђогић (Сарајево, 18. април 1952) бивши је југословенски кошаркаш.

## Клупска каријера
Рођен је у Сарајеву. Играо је на позицији крила. Током каријере је наступао за сарајевску Босну и играо са сјајним играчима попут Мирзе Делибашића, Жарка Варајића, Ратка Радовановића и Борислава Вучевића. Био је члан генерације Босне која је освојила Куп европских шампиона 1979. године.
Са Босном је освојио још два првенства Југославије 1978. и 1980, један Куп Југославије 1978. године.
Живи у Стокхолму, у Шведској.

## Репрезентација
За репрезентацију Југославије је одиграо 32 утакмице. Има освојену златну медаљу са Европског првенства 1977. године у Лијежу.